# Mesoperipatus tholloni
Mesoperipatus tholloni är en klomaskart som först beskrevs av Eugène Louis Bouvier 1898.  Mesoperipatus tholloni ingår i släktet Mesoperipatus och familjen Peripatidae. IUCN kategoriserar arten globalt som otillräckligt studerad. Inga underarter finns listade i Catalogue of Life.